# Terror corporal

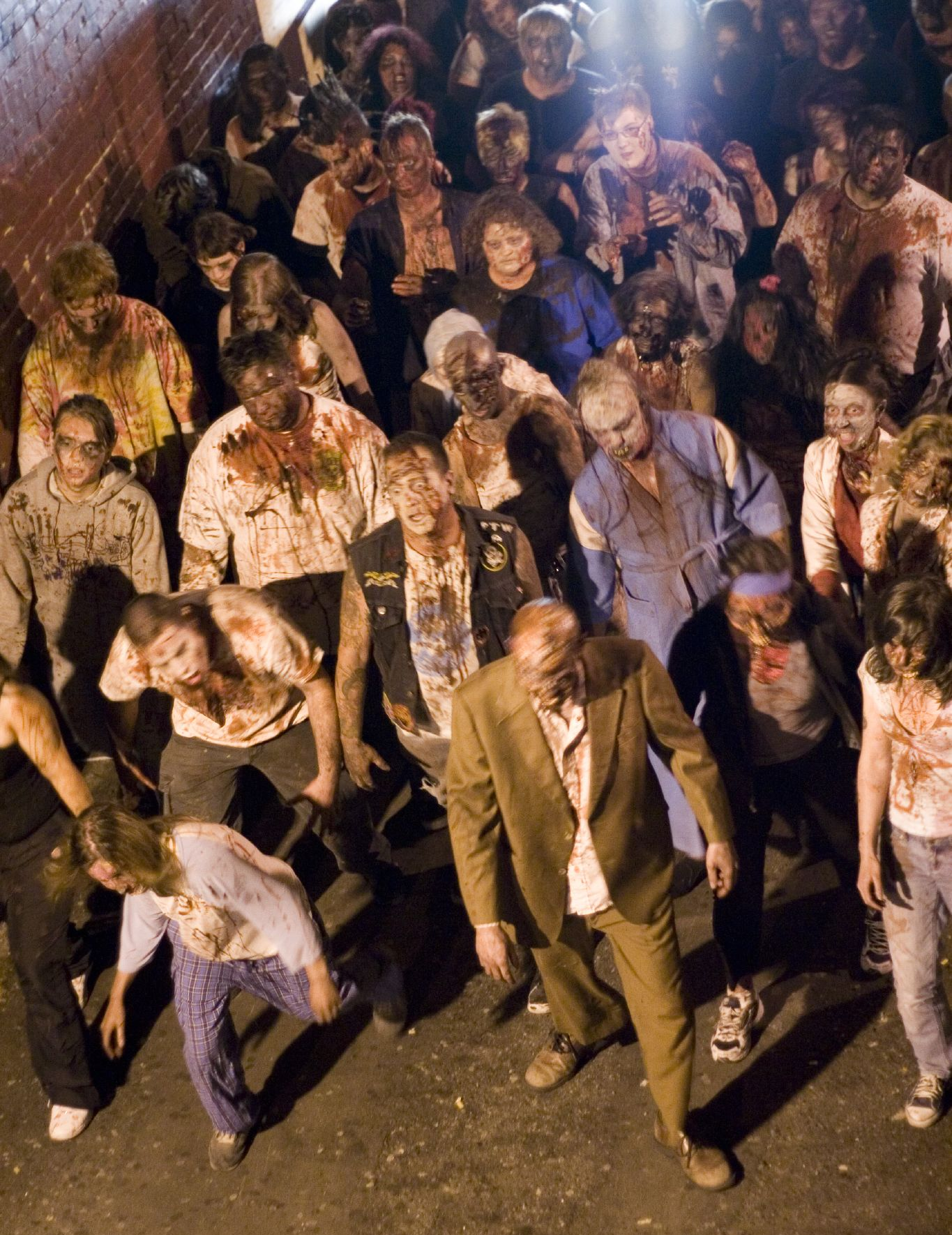
Grup de zombis durant el rodatge de la pel·lícula Meat Market 3

El terror corporal o horror corporal (de l'anglès body horror) és un subgènere de la ficció de terror que mostra intencionadament alteracions grotesques o psicològicament pertorbadores del cos humà o d'una altra criatura. Aquestes modificacions es poden manifestar mitjançant sexe aberrant, mutació, mutilació, zombificació, violència gratuïta, malalties o canvis antinaturals del cos, i incideix en la capacitat del cos per a la transgressió i l'acció política més enllà de la seva consideració com a objecte fetitxitzat per la mirada de l'espectador.
El terror corporal era una descripció aplicada originàriament a un subgènere emergent de les pel·lícules de terror nord-americanes, però té arrels a la literatura gòtica primerenca i s'ha expandit per a incloure altres mitjans i formes artístiques.

## Característiques
Segons la crítica de cinema Linda Williams, el terror corporal s'engloba en un dels tres gèneres «bruts» (gross) o «d'excés» que també inclou la pornografia i el melodrama. Williams escriu que l'èxit d'aquests gèneres corporals «sovint es mesura pel grau en què la impressió del públic emula el que es veu a la pantalla». Per exemple, una audiència pot experimentar sentiments de por a través del terror, simpatia mitjançant el melodrama o excitació sexual a través de la pornografia. El terror corporal se centra específicament en els límits i les capacitats transformadores del cos humà: es realitza una ruptura del que és vulgarment conegut, una deformació del que és natural per a crear un impacte en l'espectador.
El terror corporal sovint se solapa amb altres subgèneres de terror. Per exemple, l'slasher, el gore o les pel·lícules de monstres també poden contenir elements de mutilació, però difereixen pel missatge i la intenció. Una diferència comuna en el gènere de terror corporal és que les corrupcions o transmutacions del cos rarament són el resultat d'una violència immediata o inicial. En canvi, generalment es caracteritzen per una pèrdua de control conscient sobre el cos a través de mutacions, infeccions o altres causes que impliquen transformacions incontrolades. El gènere pot invocar sentiments intensos de fàstic físic i psicològic, o repugnància, i jugar amb l'ansietat provocada per la vulnerabilitat física. A més dels temes comuns utilitzats dins del gènere de terror, alguns temes específics del terror corporal poden ser la invasió (Alien, 1979), contagi (Antiviral, 2012), mutació (La substància, 2024), transformació (Grave, 2016), malaltia (Afflicted, 2013), mutilació (Antichrist, 2019) o altres distorsions no naturals (The human centipede, 2009) o violentes del cos humà (Upgrade, 2018). Les pel·lícules de terror corporal com Crash (1996), Titane (2021) i Crims del futur (2022) s'han comparat amb el terror eròtic.

## Història
El terme body horror va ser utilitzat per primera vegada per Phillip Brophy al seu article de 1983 «Horrality: The Textuality of the Contemporary Horror Film». Tot i que Brophy va encunyar el terme per a descriure específicament una tendència dins del setè art, el director de cinema Stuart Gordon va recordar que el terror corporal havia existit abans de la seva adaptació a la pantalla, sobretot dins de la literatura de ficció.

### Literatura

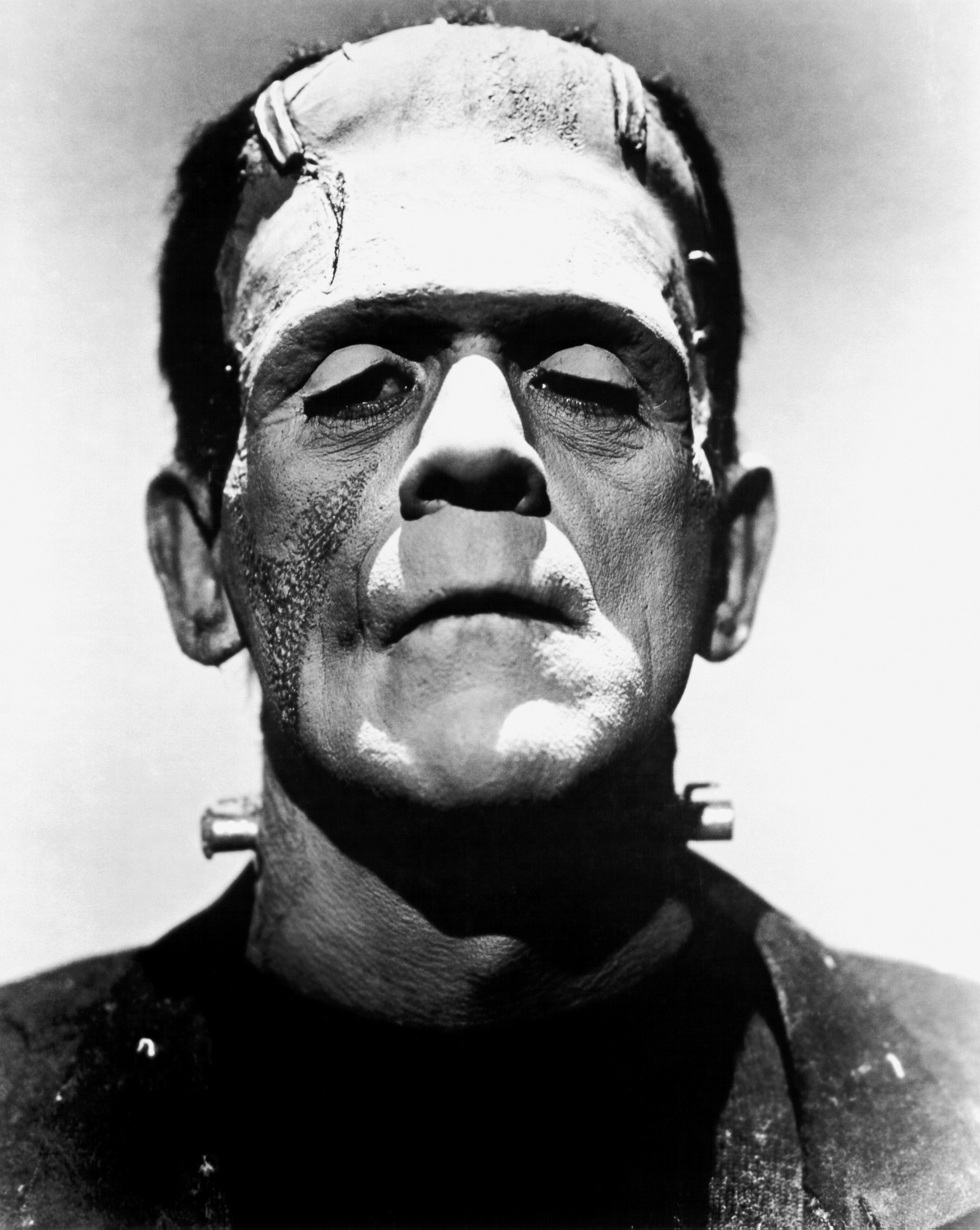
El monstre de Frankenstein interpretat per Boris Karloff

Frankenstein (1818) de Mary Shelley és un dels primers exemples del subgènere de terror corporal dins de la literatura. Es creu que l'èxit del terror gòtic al segle xix, en combinació amb el naixement de la ciència-ficció com a forma literària, és l'origen del terror corporal com a gènere literari. Segons Jack Halberstam: «en centrar-se en el cos com a emplaçament de la paüra, la novel·la de Shelley suggereix que són les persones (o almenys els cossos) les que aterren la gent i el paisatge de terror és substituït per la pell suturada».
La transformació (1915) de Franz Kafka és un altre dels primers exemples de la literatura de terror corporal. Explica com Gregor Samsa, un jove i tediós viatjant de comerç, es transforma de la nit al dia per raons desconegudes. L'obra va influir en altres obres de terror corporal com la pel·lícula The fly (1958).

### Cinema
L'experiment del Dr. Quatermass (1955) es considera la primera pel·lícula de terror corporal. El cineasta canadenc David Cronenberg és considerat un dels principals creadors del terror corporal ja des d'algunes de les seves primeres pel·lícules com Venen de dintre de... (1975), Ràbia (1977) i el remake de La mosca (1986). Moltes pel·lícules contemporànies del gènere de terror (les produïdes després de 1968), inclòs el terror corporal, es consideren «postmodernes» en contrast amb el terror clàssic. Per això, les delimitacions entre els gèneres són difícils de definir, ja que l'art postmodern sovint s'ocupa de difuminar els límits entre categories.
El gènere de terror corporal està àmpliament representat al terror japonès. La pel·lícula Akira (1988) de Katsuhiro Otomo és un dels primers exemples d'horror corporal dins l'anime. La pel·lícula utilitza el gènere per a explorar la «noció del cos adolescent com a lloc de transformació, una metamorfosi que pot semblar monstruosa tant per a l'individu que la pateix com per al món exterior».

### Còmic
Autors de manga, com Junji Ito, s'han especialitzat a escriure dins del gènere de terror i utilitzen temes del terror corporal en combinació amb dispositius narratius del J-Horror. Molt influenciat per les obres literàries d'H.P. Lovecraft, el manga d'Ito representa l'horror corporal obscè tant a través de l'estètica com de la narrativa per a invocar sentiments de terror abjecte. En canvi, el dibuixant canadenc Michael DeForge incorpora aspectes recurrents d'horror corporal dins de la seva obra a través d'estils narratius i estètics menys gràfics.
Des del segle xviii, el gènere de terror ha estat popular entre els lectors però rebutjat com a controvertit per alguns crítics que veuen el gènere i els seus elements temàtics amenaçadors o perillosos per a la societat. A causa de l'ús de la violència gràfica i gratuïta o de temes que es poden considerar tabú, les obres de terror que es troben dins del gènere de terror corporal sovint s'han censurat o prohibit en alguns països.